# William Thomas Stead
William Thomas Stead (5. července 1849, Embleton, Northumberland – 15. dubna 1912, Severní Atlantik) byl anglický novinář a redaktor, který se jako jeden z průkopníků investigativní žurnalistiky stal jednou z nejkontroverznějších postav viktoriánské doby. Jeho „nová žurnalistika“ připravila základy pro dnešní bulvární deníky. Účinně ukazoval, jak může být tisk využíván k ovlivňování veřejného mínění a vládní politiky. Byl znám také svými snahami o světový mír, jako zastánce práv žen, obránce občanských svobod, obhájce chudých a utlačovaných a podporovatel mezinárodního jazyka esperanto. Stal se jedním z nejznámějších pasažérů lodi RMS Titanic, při jejímž potopení v dubnu 1912 přišel o život.

## Dětství a začátek kariéry

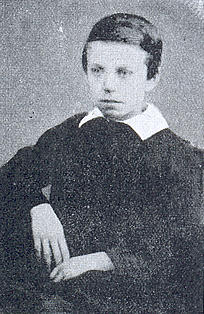
William T. Stead jako dítě (kolem roku 1860)

Stead se narodil v Embletonu v anglickém hrabství Northumberlandu jako syn kongregačního kazatele. Dva roky chodil do školy Silcoates School ve Wakefieldu, ale poté se ve 14 letech stal učněm u kupce v Newcastle-upon-Tyne. Začal se věnovat novinářství a roku 1871 se stal redaktorem listu The Northern Echo Darlington. V roce 1880 odešel do Londýna, aby se stal pomocným redaktorem novin Pall Mall Gazette pod vedením Johna Morleyho. Když byl Morley zvolen poslancem parlamentu, stal se Stead šéfredaktorem (1883-1889).
Do britské žurnalistiky zavedl nový prvek interview – první vedl v roce 1884 s generálem Gordonem. Jako novinář se Stead vyznamenal energickým zpracováním veřejných témat a brilantní prezentací zpráv. Je s ním také spojován vznik moderní novinářské techniky, při které se okolo novinky vytváří novinová událost, spíše než aby se o ní pouze informovalo. Ukázkou použití této techniky je případ Elizy Armstrongové.

### Případ Elizy Armstrongové
V roce 1885 se Stead připojil ke „křížové výpravě“ proti dětské prostituci publikováním série článků s názvem The Maiden Tribute of Modern Babylon („Panenský tribut moderního Babylonu“). Aby dokázal věrohodnost svých objevů, domluvil „nákup“ 13leté kominické dcery Elizy Armstrongové.
Přestože se jednalo o pouhou provokaci, byl Stead odsouzen ke třem měsícům vězení za to, že nejprve nepožádal otce dívky o povolení k provedení „nákupu“.

## Další kariéra
V roce 1886 začal Stead vést kampaň proti Siru Charlesi Dilkemu, který usiloval o očištění svého jména údajně zneuctěného v Crawfordském skandálu. Steadovo tažení nakonec slavilo úspěch a Dilkeho pokusy o očištění jména byly marné.
Po odchodu z novin Pall Mall založil Stead svůj vlastní měsíčník Review of Reviews (1890) a svou energii a nadšení pro psaní dále rozvíjel v žurnalistice pokročilého humanitárního typu..
Začal prodávat levné dotisky knih (pence poets, Classical prose atd.), vydával spiritistický časopis nazvaný Border region („Hraniční oblast“) (1893—1897), ve kterém rozvíjel svůj zájem o výzkum duchovna, a podporoval mírové hnutí a mnoho dalších populárních i nepopulárních hnutí té doby.
Přes všechnu svou neoblíbenost a odpor vůči jím používaným metodám stále požíval vážnosti v životě veřejném i soukromém. Za druhé búrské války se Stead s pro něj typickou vervou zastával Búrů a útočil kritikou proti vládě, vydával například protiválečný týdeník War Against War in South Africa („Válka proti válce v jižní Africe“). Psal na všemožná témata a vydal např. publikace The Truth About Russia („Pravda o Rusku“, 1888), If Christ Came to Chicago! („Kdyby Kristus přišel do Chicaga!“, 1894), Mrs Booth („Paní Boothová“, 1900) či The Americanisation of the World („Amerikanizace světa“, 1902).
Stead byl pacifista a bojovník za mír, podporoval myšlenku „Spojených států evropských“ a „Vysokého soudního dvora mezi národy“, ačkoliv současně podporoval užití síly pro vymáhání práva. Přinášel obšírné zpravodajství z haagských mírových konferencí z let 1899 a 1907 (během čtyř měsíců trvání té druhé pro ni vydával každodenní zpravodaj). V Paláci míru v Haagu se nachází jeho busta. Za tyto své aktivity byl Stead opakovaně navrhován na Nobelovu cenu za mír.

## Esperanto
Mezinárodní jazyk esperanto poznal Stead v roce 1902 v Lipsku během diskuze na téma jak podpořit školáky v dopisování se svými vrstevníky v cizích zemích. Vedoucí německé sekce, prof. Martin Hartman, tehdy ukázal Steadovi francouzskou brožurku se základy esperanta, ve kterém viděl velký potenciál. Stead o tom pro „The Review of Reviews“ v říjnu 1902 napsal příspěvek nazvaný „Wanted: An International Language. A Plea for the Study of Esperanto“ (česky „Hledá se: Mezinárodní jazyk. Žádost o studium esperanta“), ve kterém představil základní rysy esperanta. Od té doby pak v každém vydání „The Review of the Reviews“ vycházela půlstránka na téma esperanto. Nejprve nesla název „The Auxiliary International Language“ („Pomocný mezinárodní jazyk“), později se jmenovala „The International Key Language“ („Mezinárodní klíčový jazyk“), nakonec „Learning Languages by Letter-Writing“ („Studium jazyků prostřednictvím dopisování“).
Stead podpořil vznik esperantského klubu v Londýně a dalším skupinám esperantistů, které nedisponovaly finančními prostředky, propůjčil ke schůzkám místnost přezdívanou „The Sanctum“ v domě „Mowbray House“, ve kterém se nacházela i redakce jeho časopisu. Využívali ji také pokladníci nově založeného londýnského esperantského klubu. V jeho vydavatelství vyšly hodnotné učebnice a slovníky esperanta, které propagoval pomocí inzerátů v „The Review of the Reviews“.
Stead se účastnil důležitých esperantských kongresů své doby, kde se setkával s pacifisty z jiných zemí jako byli Alfred Hermann Fried (Nobelova cena za mír 1911), Henri La Fontaine nebo Gaston Moch. Na organizaci 3. Světového kongresu esperanta v Cambridge v roce 1907 se z velké části sám podílel. Účastníky kongresu tehdy jménem města Londýn pozdravem v esperantu přijal Sir Thomas Vezey Strong, Steadův starý přítel, který byl později zvolen za Lorda Mayora (starostu) a ve své funkci udržoval styky s esperantisty v zahraničí, například při návštěvě Prahy roku 1911.
O Steadově tragické smrti informovaly mnohé esperantské časopisy prostřednictvím nekrologů, ve kterých vyzdvihovaly jeho aktivní podporu esperanta.

## Spiritismus
Stead se hlouběji zajímal také o spiritualitu a spiritismus a prohlašoval o sobě, že je schopen přijímat zprávy ze světa duchů a schopný automatického psaní. Jeho spojením se světem duchů měl být podle jeho vlastních slov duch zemřelé americké novinářky a podporovatelky abstinenčního hnutí Julie Amesové, kterou poznal krátce před její smrtí v roce 1890. Roku 1909 založil Julia’s Bureau („Juliina kancelář“), kde mohli zájemce získávat informace prostřednictvím médií. V mnoha svých spiritistických spisech psal o potápějících se lodích a o tom, jak se sám topí.
22. března 1886 publikoval Stead fiktivní článek s názvem How the Mail Steamer Went Down in Mid-Atlantic, by a Survivor („Jak se potápěl poštovní parník uprostřed Atlantiku, z pera přeživšího“). V něm popisoval zkázu parníku po kolizi s jinou lodí a vysokou ztrátu na lidských životech v důsledku nedostatečného počtu záchranných člunů. Dospěl k následujícímu závěru: „Přesně toto se může stát a stane se, když se spustí na moře loď s nedostatkem záchranných člunů.“ Roku 1892 publikoval Stead podobný příběh nazvaný From the Old World to the New („Ze Starého do Nového světa“), ve kterém parník Majestic společnosti White Star Line zachraňuje přeživší z jiné lodi, která se potopila po nárazu na ledovou kru.

## Smrt na Titanicu

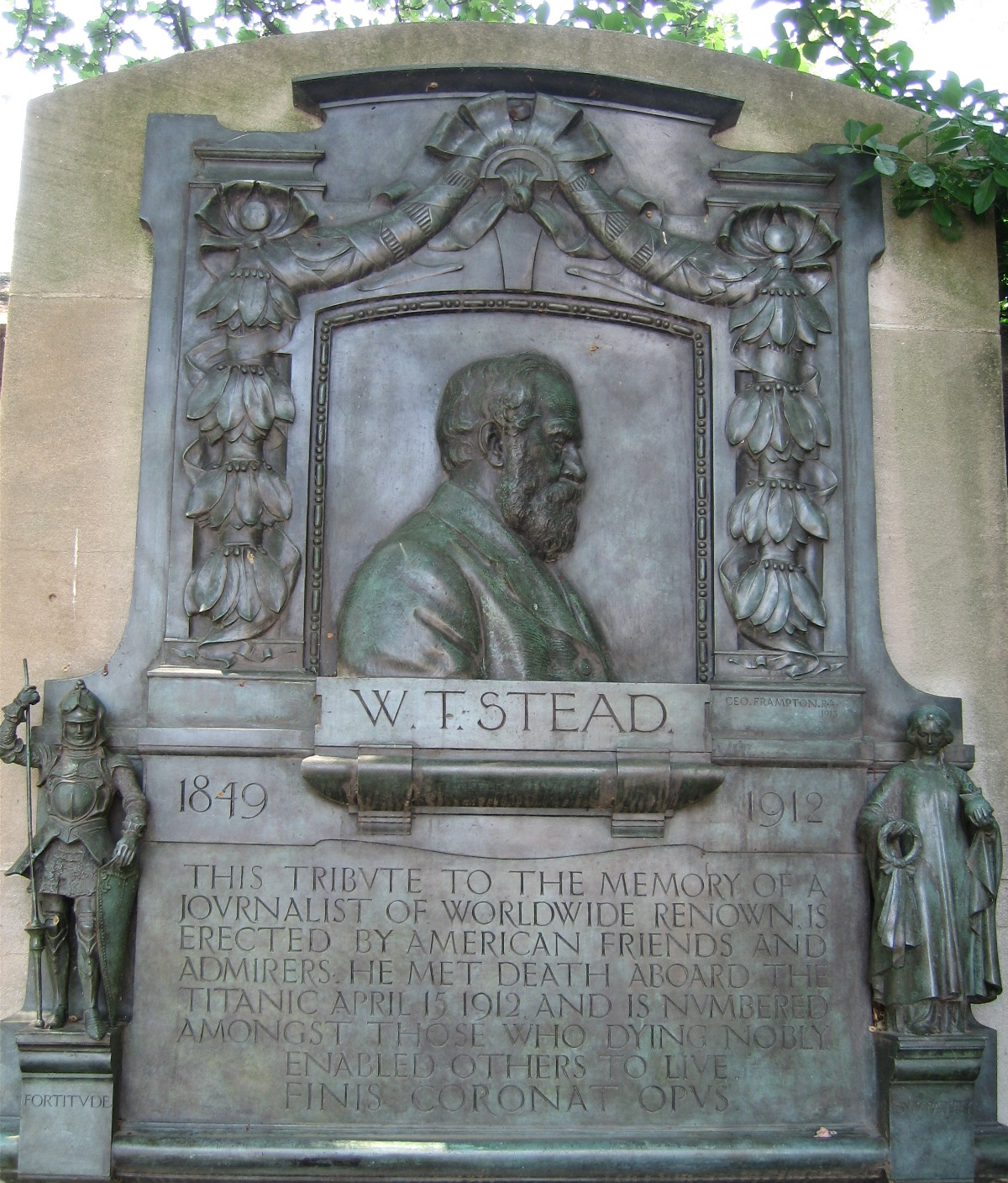
Pamětní tabule v newyorském Central Parku

V roce 1912 nabídl Steadovi prezident Spojených států William Howard Taft, aby se 21. dubna zúčastnil mírové konference konané v Carnegie Hall v New Yorku. Z tohoto důvodu nastoupil Stead 10. dubna 1912 v Southamptonu na palubu lodi RMS Titanic, která se tento den vydávala na svou první plavbu do New Yorku. Ubytoval se v kajutě 1. třídy na palubě C. Poté, co Titanic pozdě večer 14. dubna narazil na ledovec, nepokoušel se Stead dostat do žádného ze záchranných člunů. Pomohl ale s nástupem do člunů několika ženám a dětem.
Poté, co všechny čluny odpluly, uchýlil se Stead do kuřáckého salonku první třídy na palubě A. Tam byl naposledy spatřen jak úplně klidný sedí na koženém křesle a čte si knihu. Přeživší pasažér první třídy Philipp Mock přesto tvrdil reportérovi Worcester Telegram, že viděl Steada jak odjíždí společně s Johnem Jacobem Astorem na záchranném plavidle. William Stead zahynul při potopení Titanicu, jeho tělo nebylo nikdy nalezeno.
Po Steadově smrti založilo několik jeho příznivců v Chicagu spiritistickou organizaci nazvanou „William T. Stead Memorial Center“. Tato skupina vydala několik knih, autorem většiny z nichž byl novinář a spisovatel Lloyd Kenyon Jones. V Churchill Archives Center v Cambridge se dnes nachází 14 krabic dokumentů z pozůstalosti Williama Steada, mj. deník z doby jeho věznění v roce 1885 a také korespondence s osobnostmi jako Sir Arthur Conan Doyle, William Ewart Gladstone a Christabel Pankhurst. Také Women’s Library na Londýnské metropolitní univerzitě přechovává některé z jeho spisů.